# Бальмеровский скачок

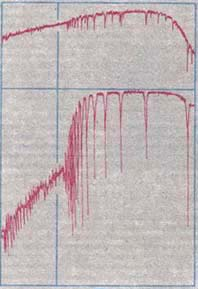
Бальмеровский скачок у двух звёзд: Эпсилон Ориона (O9.7 V) сверху и Бета Тельца (B7 III) снизу. Синяя вертикальная линия показывает границу бальмеровской серии.

Ба́льмеровский скачо́к (англ. Balmer jump, Balmer discontinuity) — резкое изменение интенсивности непрерывного спектра (континуума) возле предела серии Бальмера для водорода с длиной волны 364,6 нм. Существуют также скачки и у пределов других серий, но этот находится в диапазоне длин волн, доступном для наблюдений с Земли, и поэтому он наиболее изучен.
Причиной скачка является сильное поглощение света с длиной волны короче предельной для серии Бальмера атомами водорода. Фотоны с меньшей длиной волны ионизуют атомы водорода со второго энергетического уровня (связанно-свободный переход), что создаёт непрерывный спектр поглощения на длинах волн менее 364,6 нм.
В некоторых случаях в области бальмеровского скачка может наблюдаться излучение в континууме, обычно в том случае, когда на самих линиях наблюдается сильная эмиссия. В других спектральных линиях водорода также наблюдается поглощение излучения в связанно-свободных переходах, поэтому также есть разрыв континуума. Но чаще всего наблюдается бальмеровский скачок в ближнем ультрафиолете.
Интенсивность поглощения в области континуума и, следовательно, размер бальмеровского скачка, зависит от температуры и плотности в области, ответственной за поглощение. При малых температурах звёзд плотность сильнее всего влияет на величину скачка. Эту зависимость можно использовать для классификации звёзд на основе поверхностной гравитации и светимости. У звёзд спектрального класса A эффект наиболее сильный, но у более горячих звёзд температура оказывает более сильное влияние на бальмеровский скачок, чем поверхностная гравитация.
Наблюдаемый у обычных звёзд бальмеровский скачок смещён в сторону более длинных волн на десятки ангстрем относительно предела серии Бальмера, у белых карликов — на сотни. Это вызвано температурным уширением линий.
Бальмеровский скачок также наблюдается у туманностей, но имеет противоположный эффект: их излучение имеет большую интенсивность на длинах волн короче 364,6 нм. Это связано с тем, что газ менее прозрачен на коротких длинах волн, а его излучение наблюдается на фоне тёмного неба.